# Outlander (Fernsehserie)/Episodenliste

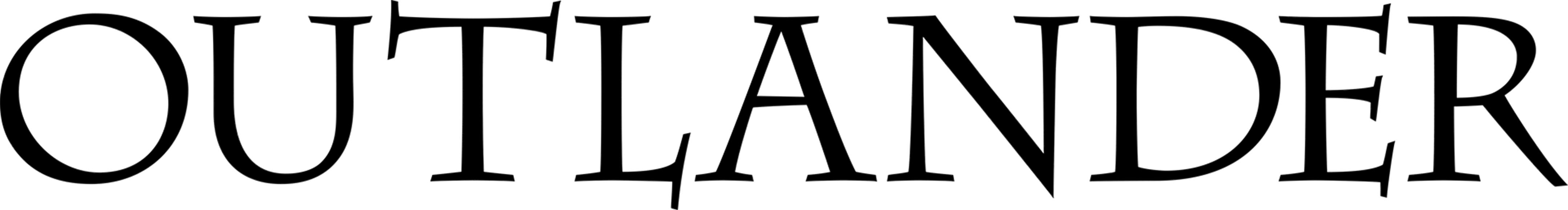
Logo zur Serie

Diese Episodenliste enthält alle Episoden der US-amerikanischen Science-Fiction-Fantasy-Serie Outlander, sortiert nach der US-amerikanischen Erstausstrahlung. Die Fernsehserie umfasst derzeit sieben Staffeln mit 91 Episoden.

## Übersicht
| Staffel | Episodenanzahl | Erstausstrahlung USA | Erstausstrahlung USA | Deutschsprachige Erstausstrahlung | Deutschsprachige Erstausstrahlung |
| Staffel | Episodenanzahl | Staffelpremiere      | Staffelfinale        | Staffelpremiere                   | Staffelfinale                     |
| ------- | -------------- | -------------------- | -------------------- | --------------------------------- | --------------------------------- |
| 1       | 16             | 9. August 2014       | 30. Mai 2015         | 6. Januar 2015                    | 2. Juni 2015                      |
| 2       | 13             | 9. April 2016        | 9. Juli 2016         | 7. September 2016                 | 19. Oktober 2016                  |
| 3       | 13             | 10. September 2017   | 10. Dezember 2017    | 8. November 2017                  | 20. Dezember 2017                 |
| 4       | 13             | 4. November 2018     | 27. Januar 2019      | 9. Januar 2019                    | 20. Februar 2019                  |
| 5       | 12             | 16. Februar 2020     | 10. Mai 2020         | 22. Juli 2020                     | 26. August 2020                   |
| 6       | 8              | 6. März 2022         | 1. Mai 2022          | 8. März 2022                      | 3. Mai 2022                       |
| 7       | 8              | 16. Juni 2023        | 11. August 2023      | 22. Juni 2023                     |                                   |
| 7       | 8              | 22. November 2024    | 17. Januar 2025      |                                   | 17. Januar 2025                   |

## Staffel 1
Die Erstausstrahlung der ersten Staffel war vom 9. August 2014 bis zum 30. Mai 2015 auf dem US-amerikanischen Kabelsender Starz zu sehen. Die deutschsprachige Erstausstrahlung sendete der deutsche Pay-TV-Sender Passion vom 6. Januar bis zum 2. Juni 2015.
| Nr. (ges.) | Nr. (St.) | Deutscher Titel  | Originaltitel               | Erstausstrahlung USA | Deutschsprachige Erstausstrahlung (D/A/CH) | Regie         | Drehbuch                          | Zuschauer (USA) |
| ---------- | --------- | ---------------- | --------------------------- | -------------------- | ------------------------------------------ | ------------- | --------------------------------- | --------------- |
| 1          | 1         | Sassenach        | Sassenach                   | 9. Aug. 2014         | 6. Jan. 2015                               | John Dahl     | Ronald D. Moore                   | 0,721 Mio.      |
| 2          | 2         | Burg Leoch       | Castle Leoch                | 16. Aug. 2014        | 13. Jan. 2015                              | John Dahl     | Ronald D. Moore                   | 0,895 Mio.      |
| 3          | 3         | Der Weg zurück   | The Way Out                 | 23. Aug. 2014        | 20. Jan. 2015                              | Brian Kelly   | Anne Kenney                       | 1,003 Mio.      |
| 4          | 4         | Die Jagd         | The Gathering               | 30. Aug. 2014        | 27. Jan. 2015                              | Brian Kelly   | Matthew B. Roberts                | 0,843 Mio.      |
| 5          | 5         | Tribut           | Rent                        | 6. Sep. 2014         | 3. Feb. 2015                               | Brian Kelly   | Toni Graphia                      | 0,948 Mio.      |
| 6          | 6         | Black Jack       | The Garrison Commander      | 13. Sep. 2014        | 10. Feb. 2015                              | Brian Kelly   | Ira Steven Behr                   | 1,097 Mio.      |
| 7          | 7         | Die Hochzeit     | The Wedding                 | 20. Sep. 2014        | 17. Feb. 2015                              | Anna Foerster | Anne Kenney                       | 1,233 Mio.      |
| 8          | 8         | Im Steinkreis    | Both Sides Now              | 27. Sep. 2014        | 24. Feb. 2015                              | Anna Foerster | Ronald D. Moore                   | 1,417 Mio.      |
| 9          | 9         | Die Abrechnung   | The Reckoning               | 4. Apr. 2015         | 7. Apr. 2015                               | Richard Clark | Matthew B. Roberts                | 1,220 Mio.      |
| 10         | 10        | Tödliche Intrige | By the Pricking of My Thumb | 11. Apr. 2015        | 14. Apr. 2015                              | Richard Clark | Ira Steven Behr                   | 0,860 Mio.      |
| 11         | 11        | Hexenprozess     | The Devil’s Mark            | 18. Apr. 2015        | 21. Apr. 2015                              | Mike Barker   | Toni Graphia                      | 1,093 Mio.      |
| 12         | 12        | Lallybroch       | Lallybroch                  | 25. Apr. 2015        | 28. Apr. 2015                              | Mike Barker   | Anne Kenney                       | 1,112 Mio.      |
| 13         | 13        | Die Wacht        | The Watch                   | 2. Mai 2015          | 5. Mai 2015                                | Metin Hüseyin | Toni Graphia                      | 1,048 Mio.      |
| 14         | 14        | Die Suche        | The Search                  | 9. Mai 2015          | 12. Mai 2015                               | Metin Hüseyin | Matthew B. Roberts                | 1,084 Mio.      |
| 15         | 15        | Im Kerker        | Wentworth Prison            | 16. Mai 2015         | 19. Mai 2015                               | Anna Foerster | Ira Steven Behr                   | 1,014 Mio.      |
| 16         | 16        | Erlösung         | To Ransom a Man’s Soul      | 30. Mai 2015         | 2. Juni 2015                               | Anna Foerster | Ira Steven Behr & Ronald D. Moore | 0,981 Mio.      |

## Staffel 2
Die Erstausstrahlung der zweiten Staffel war vom 9. April bis zum 9. Juli 2016 auf dem US-amerikanischen Kabelsender Starz zu sehen. Die deutschsprachige Erstausstrahlung sendete der deutsche Free-TV-Sender VOX vom 7. September bis zum 19. Oktober 2016.
| Nr. (ges.) | Nr. (St.) | Deutscher Titel            | Originaltitel                     | Erstausstrahlung USA | Deutschsprachige Erstausstrahlung (D) | Regie             | Drehbuch                          | Zuschauer (USA) |
| ---------- | --------- | -------------------------- | --------------------------------- | -------------------- | ------------------------------------- | ----------------- | --------------------------------- | --------------- |
| 17         | 1         | Reise ins Ungewisse        | Through a Glass, Darkly           | 9. Apr. 2016         | 7. Sep. 2016                          | Metin Hüseyin     | Ronald D. Moore                   | 1,457 Mio.      |
| 18         | 2         | Fern der Heimat Schottland | Not in Scotland Anymore           | 16. Apr. 2016        | 7. Sep. 2016                          | Metin Hüseyin     | Ira Steven Behr                   | 1,237 Mio.      |
| 19         | 3         | Täuschungen und Rätsel     | Useful Occupations and Deceptions | 23. Apr. 2016        | 14. Sep. 2016                         | Metin Hüseyin     | Anne Kenney                       | 1,212 Mio.      |
| 20         | 4         | La Dame Blanche            | La Dame Blanche                   | 30. Apr. 2016        | 14. Sep. 2016                         | Douglas Mackinnon | Toni Graphia                      | 1,165 Mio.      |
| 21         | 5         | Neues Bündnis, alte Feinde | Untimely Resurrections            | 7. Mai 2016          | 21. Sep. 2016                         | Douglas Mackinnon | Richard Kahan                     | 1,129 Mio.      |
| 22         | 6         | Das Versprechen            | Best Laid Schemes …               | 14. Mai 2016         | 21. Sep. 2016                         | Metin Hüseyin     | Matthew B. Roberts                | 1,027 Mio.      |
| 23         | 7         | Der Preis der Freiheit     | Faith                             | 21. Mai 2016         | 28. Sep. 2016                         | Metin Hüseyin     | Toni Graphia                      | 1,099 Mio.      |
| 24         | 8         | Im Fuchsbau                | The Fox’s Lair                    | 28. Mai 2016         | 28. Sep. 2016                         | Mike Barker       | Anne Kenney                       | 1,059 Mio.      |
| 25         | 9         | Bereit zum Kampf           | Je Suis Prest                     | 4. Juni 2016         | 5. Okt. 2016                          | Philip John       | Matthew B. Roberts                | 0,938 Mio.      |
| 26         | 10        | Schlachtplan               | Prestonpans                       | 11. Juni 2016        | 5. Okt. 2016                          | Philip John       | Ira Steven Behr                   | 0,819 Mio.      |
| 27         | 11        | Rache                      | Vengeance Is Mine                 | 18. Juni 2016        | 12. Okt. 2016                         | Mike Barker       | Diana Gabaldon                    | 0,864 Mio.      |
| 28         | 12        | Schmerz                    | The Hail Mary                     | 25. Juni 2016        | 12. Okt. 2016                         | Philip John       | Ira Steven Behr & Anne Kenney     | 1,047 Mio.      |
| 29         | 13        | Die geliehene Zeit         | Dragonfly in Amber                | 9. Juli 2016         | 19. Okt. 2016                         | Philip John       | Toni Graphia & Matthew B. Roberts | 1,154 Mio.      |

## Staffel 3
Die Erstausstrahlung der dritten Staffel war vom 10. September bis zum 10. Dezember 2017 auf dem US-amerikanischen Kabelsender Starz zu sehen.  Die deutschsprachige Erstausstrahlung sendete der deutsche Free-TV-Sender VOX vom 8. November bis zum 20. Dezember 2017.
| Nr. (ges.) | Nr. (St.) | Deutscher Titel    | Originaltitel     | Erstausstrahlung USA | Deutschsprachige Erstausstrahlung (D) | Regie                | Drehbuch                          | Zuschauer (USA) |
| ---------- | --------- | ------------------ | ----------------- | -------------------- | ------------------------------------- | -------------------- | --------------------------------- | --------------- |
| 30         | 1         | Nach der Schlacht  | The Battle Joined | 10. Sep. 2017        | 8. Nov. 2017                          | Brendan Maher        | Ronald D. Moore                   | 1,493 Mio.      |
| 31         | 2         | Sechs Jahre        | Surrender         | 17. Sep. 2017        | 8. Nov. 2017                          | Jennifer Getzinger   | Anne Kenney                       | 1,401 Mio.      |
| 32         | 3         | Ehrenschuld        | All Debts Paid    | 24. Sep. 2017        | 15. Nov. 2017                         | Brendan Maher        | Matthew B. Roberts                | 1,553 Mio.      |
| 33         | 4         | Verlust            | Of Lost Things    | 1. Okt. 2017         | 15. Nov. 2017                         | Brendan Maher        | Toni Graphia                      | 1,588 Mio.      |
| 34         | 5         | Der Entschluss     | Freedom & Whisky  | 8. Okt. 2017         | 22. Nov. 2017                         | Brendan Maher        | Toni Graphia                      | 1,597 Mio.      |
| 35         | 6         | Die Rückkehr       | A. Malcolm        | 22. Okt. 2017        | 22. Nov. 2017                         | Norma Bailey         | Matthew B. Roberts                | 1,716 Mio.      |
| 36         | 7         | Die Seherin        | Crème De Menthe   | 29. Okt. 2017        | 29. Nov. 2017                         | Norma Bailey         | Karen Campbell                    | 1,520 Mio.      |
| 37         | 8         | Die Forderung      | First Wife        | 5. Nov. 2017         | 29. Nov. 2017                         | Jennifer Getzinger   | Joy Blake                         | 1,639 Mio.      |
| 38         | 9         | Die Flaute         | The Doldrums      | 12. Nov. 2017        | 6. Dez. 2017                          | David Moore          | Shannon Goss                      | 1,492 Mio.      |
| 39         | 10        | Der Köder          | Heaven and Earth  | 19. Nov. 2017        | 6. Dez. 2017                          | David Moore          | Luke Schelhaas                    | 1,234 Mio.      |
| 40         | 11        | Die Zuflucht       | Uncharted         | 26. Nov. 2017        | 13. Dez. 2017                         | Charlotte Brandström | Karen Campbell & Shannon Goss     | 1,402 Mio.      |
| 41         | 12        | Die Bakra          | The Bakra         | 3. Dez. 2017         | 13. Dez. 2017                         | Charlotte Brandström | Luke Schelhaas                    | 1,509 Mio.      |
| 42         | 13        | Im Auge des Sturms | Eye of the Storm  | 10. Dez. 2017        | 20. Dez. 2017                         | Matthew B. Roberts   | Matthew B. Roberts & Toni Graphia | 1,427 Mio.      |

## Staffel 4
Die Erstausstrahlung der vierten Staffel war vom 4. November 2018 bis zum 27. Januar 2019 auf dem US-amerikanischen Kabelsender Starz zu sehen. Die deutschsprachige Erstausstrahlung sendete der deutsche Free-TV-Sender VOX vom 9. Januar bis zum 20. Februar 2019.
| Nr. (ges.) | Nr. (St.) | Deutscher Titel   | Originaltitel         | Erstausstrahlung USA | Deutschsprachige Erstausstrahlung (D) | Regie              | Drehbuch                          | Zuschauer (USA) |
| ---------- | --------- | ----------------- | --------------------- | -------------------- | ------------------------------------- | ------------------ | --------------------------------- | --------------- |
| 43         | 1         | Die neue Welt     | America the Beautiful | 4. Nov. 2018         | 9. Jan. 2019                          | Julian Holmes      | Matthew B. Roberts & Toni Graphia | 1,082 Mio.      |
| 44         | 2         | Versklavt         | Do No Harm            | 11. Nov. 2018        | 9. Jan. 2019                          | Julian Holmes      | Karen Campbell                    | 0,870 Mio.      |
| 45         | 3         | Die falsche Braut | The False Bride       | 18. Nov. 2018        | 16. Jan. 2019                         | Ben Bolt           | Jennifer Yale                     | 0,861 Mio.      |
| 46         | 4         | Geteiltes Land    | Common Ground         | 25. Nov. 2018        | 23. Jan. 2019                         | Ben Bolt           | Joy Blake                         | 0,960 Mio.      |
| 47         | 5         | Flüchtiges Glück  | Savages               | 2. Dez. 2018         | 23. Jan. 2019                         | Denise Di Novi     | Bronwyn Garrity                   | 0,958 Mio.      |
| 48         | 6         | Blutsbande        | Blood of My Blood     | 9. Dez. 2018         | 30. Jan. 2019                         | Denise Di Novi     | Shaina Fewell                     | 1,040 Mio.      |
| 49         | 7         | Hartes Regiment   | Down the Rabbit Hole  | 16. Dez. 2018        | 30. Jan. 2019                         | Jennifer Getzinger | Shannon Goss                      | 1,117 Mio.      |
| 50         | 8         | Wilmington        | Wilmington            | 23. Dez. 2018        | 6. Feb. 2019                          | Jennifer Getzinger | Luke Schelhaas                    | 0,908 Mio.      |
| 51         | 9         | Familie           | The Birds & The Bees  | 30. Dez. 2018        | 6. Feb. 2019                          | David Moore        | Matthew B. Roberts & Toni Graphia | 1,007 Mio.      |
| 52         | 10        | Getrennte Wege    | The Deep Heart’s Core | 6. Jan. 2019         | 13. Feb. 2019                         | David Moore        | Luke Schelhaas                    | 1,157 Mio.      |
| 53         | 11        | Spannungen        | If Not For Hope       | 13. Jan. 2019        | 13. Feb. 2019                         | Mairzee Almas      | Shaina Fewell & Bronwyn Garrity   | 1,265 Mio.      |
| 54         | 12        | Flucht            | Providence            | 20. Jan. 2019        | 20. Feb. 2019                         | Mairzee Almas      | Karen Campbell                    | 1,270 Mio.      |
| 55         | 13        | Ein Mann der Ehre | Man of Worth          | 27. Jan. 2019        | 20. Feb. 2019                         | Stephen Woolfenden | Toni Graphia                      | 1,450 Mio.      |

## Staffel 5
Die Erstausstrahlung der fünften Staffel war vom 16. Februar bis zum 10. Mai 2020 auf dem US-amerikanischen Kabelsender Starz zu sehen. Die deutschsprachige Erstausstrahlung sendete der Free-TV-Sender VOX vom 22. Juli bis zum 26. August 2020.
| Nr. (ges.) | Nr. (St.) | Deutscher Titel                | Originaltitel             | Erstausstrahlung USA | Deutschsprachige Erstausstrahlung (D) | Regie              | Drehbuch                         | Zuschauer (USA) |
| ---------- | --------- | ------------------------------ | ------------------------- | -------------------- | ------------------------------------- | ------------------ | -------------------------------- | --------------- |
| 56         | 1         | Das flammende Kreuz            | The Fiery Cross           | 16. Feb. 2020        | 22. Juli 2020                         | Stephen Woolfenden | Matthew B. Roberts               | 0,815 Mio.      |
| 57         | 2         | Zwischen zwei Fronten          | Between Two Fires         | 23. Feb. 2020        | 22. Juli 2020                         | Stephen Woolfenden | Toni Graphia, Luke Schelhaas     | 0,787 Mio.      |
| 58         | 3         | Der freie Wille                | Free Will                 | 1. März 2020         | 29. Juli 2020                         | Jamie Payne        | Luke Schelhaas                   | 0,772 Mio.      |
| 59         | 4         | Eine feine Gesellschaft        | Company We Keep           | 8. März 2020         | 29. Juli 2020                         | Jamie Payne        | Barbara Stepansky                | 0,762 Mio.      |
| 60         | 5         | Ewige Anbetung                 | Perpetual Adoration       | 15. März 2020        | 5. Aug. 2020                          | Meera Menon        | Alyson Evans, Steve Kornacki     | 0,733 Mio.      |
| 61         | 6         | Das Testament                  | Better To Marry Than Burn | 22. März 2020        | 5. Aug. 2020                          | Meera Menon        | Stephanie Shannon                | 0,823 Mio.      |
| 62         | 7         | Die Schlacht von Alamance      | The Ballad Of Roger Mac   | 29. März 2020        | 12. Aug. 2020                         | Stephen Woolfenden | Toni Graphia                     | 0,812 Mio.      |
| 63         | 8         | Letzte Worte                   | Famous Last Words         | 12. Apr. 2020        | 12. Aug. 2020                         | Stephen Woolfenden | Danielle Berrow                  | 0,784 Mio.      |
| 64         | 9         | Monster und Helden             | Monsters And Heroes       | 19. Apr. 2020        | 19. Aug. 2020                         | Annie Griffin      | Shaina Fewell                    | 0,837 Mio.      |
| 65         | 10        | Barmherzigkeit wird mir folgen | Mercy Shall Follow Me     | 26. Apr. 2020        | 19. Aug. 2020                         | Annie Griffin      | Megan Ferrell Burke              | 0,850 Mio.      |
| 66         | 11        | Reisen                         | Journeycake               | 3. Mai 2020          | 26. Aug. 2020                         | Jamie Payne        | Diana Gabaldon                   | 0,866 Mio.      |
| 67         | 12        | Niemals ohne dich              | Never My Love             | 10. Mai 2020         | 26. Aug. 2020                         | Jamie Payne        | Matthew B. Roberts, Toni Graphia | 0,855 Mio.      |

## Staffel 6
Die Erstausstrahlung der sechsten Staffel war vom 6. März bis zum 1. Mai 2022 auf dem US-amerikanischen Kabelsender Starz zu sehen. Die deutschsprachige Erstveröffentlichung fand vom 8. März bis zum 3. Mai 2022 bei verschiedenen Streamingdiensten wie Prime Video statt.
| Nr. (ges.) | Nr. (St.) | Deutscher Titel             | Originaltitel                | Erstausstrahlung USA | Deutschsprachige Erstveröffentlichung (D) | Regie                   | Drehbuch                      | Zuschauer (USA) |
| ---------- | --------- | --------------------------- | ---------------------------- | -------------------- | ----------------------------------------- | ----------------------- | ----------------------------- | --------------- |
| 68         | 1         | Echos                       | Echoes                       | 6. März 2022         | 8. März 2022                              | Kate Cheeseman          | Matthew B. Roberts            | 0,641 Mio.      |
| 69         | 2         | Loyalität                   | Allegiance                   | 13. März 2022        | 15. März 2022                             | Kate Cheeseman          | Steve Kornacki & Alyson Evans | 0,559 Mio.      |
| 70         | 3         | Ängste und Zweifel          | Temperance                   | 20. März 2022        | 22. März 2022                             | Justin Molotnikov       | Shaina Fewell                 | 0,575 Mio.      |
| 71         | 4         | Die Stunde des Wolfes       | Hour of the Wolf             | 27. März 2022        | 29. März 2022                             | Christiana Ebohon-Green | Luke Schelhaas                | 0,475 Mio.      |
| 72         | 5         | Freiheit ist ein hohes Gut  | Give Me Liberty              | 3. Apr. 2022         | 5. Apr. 2022                              | Christiana Ebohon-Green | Barbara Stepansky             | 0,486 Mio.      |
| 73         | 6         | Die Welt steht auf dem Kopf | The World Turned Upside Down | 10. Apr. 2022        | 12. Apr. 2022                             | Justin Molotnikov       | Toni Graphia                  | 0,534 Mio.      |
| 74         | 7         | Stock und Stein             | Sticks and Stones            | 24. Apr. 2022        | 26. Apr. 2022                             | Jamie Payne             | Danielle Berrow               | 0,469 Mio.      |
| 75         | 8         | Ich bin nicht Allein        | I Am Not Alone               | 1. Mai 2022          | 3. Mai 2022                               | Jamie Payne             | Luke Schelhaas                | 0,441 Mio.      |

## Staffel 7
Die Erstausstrahlung der siebten Staffel war in zwei Teilen vom 16. Juni bis zum 11. August 2023 sowie vom 22. November 2024 bis zum 17. Januar 2025 auf dem US-amerikanischen Kabelsender Starz zu sehen. Die deutschsprachige Erstveröffentlichung fand fünf Tage nach US-Start bei verschiedenen Streamingdiensten wie Prime Video statt.
| Nr. (ges.) | Nr. (St.) | Deutscher Titel                        | Originaltitel                        | Erstausstrahlung USA | Deutschsprachige Erstveröffentlichung (D) | Regie            | Drehbuch                          | Zuschauer (USA) |
| ---------- | --------- | -------------------------------------- | ------------------------------------ | -------------------- | ----------------------------------------- | ---------------- | --------------------------------- | --------------- |
| 76         | 1         | Ein gut verlorenes Leben               | A Life Well Lost                     | 16. Juni 2023        | 16. Juni 2023                             | Lisa Clarke      | Danielle Berrow                   | 0,387 Mio.      |
| 77         | 2         | –                                      | The Happiest Place on Earth          | 23. Juni 2023        | –                                         | Lisa Clarke      | Toni Graphia                      | 0,301 Mio.      |
| 78         | 3         | –                                      | Death Be Not Proud                   | 30. Juni 2023        | –                                         | Jacquie Gould    | Tyler English-Beckwith            | 0,237 Mio.      |
| 79         | 4         | Eine äußerst unbequeme Frau            | A Most Uncomfortable Woman           | 7. Juli 2023         | –                                         | Jacquie Gould    | Marque Franklin-Williams          | 0,441 Mio.      |
| 80         | 5         | Singapur                               | Singapore                            | 14. Juli 2023        | –                                         | Tracey Deer      | Taylor Mallory                    | 0,325 Mio.      |
| 81         | 6         | –                                      | Where the Waters Meet                | 21. Juli 2023        | –                                         | Tracey Deer      | Sarah H. Haught                   | 0,332 Mio.      |
| 82         | 7         | Praktischer Leitfaden für Zeitreisende | A Practical Guide for Time-Travelers | 28. Juli 2023        | –                                         | Joss Agnew       | Margot Ye                         | 0,380 Mio.      |
| 83         | 8         | –                                      | Turning Points                       | 11. Aug. 2023        | –                                         | Joss Agnew       | Luke Schelhaas                    | 0,334 Mio.      |
| 84         | 9         | Offene Rechnungen                      | Unfinished Business                  | 22. Nov. 2024        | –                                         | Stewart Svaasand | Barbara Stepansky                 | –               |
| 85         | 10        | Bruderliebe                            | Brotherly Love                       | 29. Nov. 2024        | –                                         | Stewart Svaasand | Luke Schelhaas                    | 0,222 Mio.      |
| 86         | 11        | –                                      | A Hundredweight of Stones            | 6. Dez. 2024         | –                                         | Lisa Clarke      | Sarah H. Haught                   | –               |
| 87         | 12        | Liebe machen                           | Carnal Knowledge                     | 13. Dez. 2024        | –                                         | Lisa Clarke      | Toni Graphia                      | –               |
| 88         | 13        | Flüchtige Begegnungen                  | Hello, Goodbye                       | 20. Dez. 2024        | –                                         | Jan Matthys      | Madeline Brestal & Evan McGahey   | –               |
| 89         | 14        | Man gewöhnt sich nie daran             | Ye Dinna Get Used to It              | 27. Dez. 2024        | –                                         | Jan Matthys      | Diana Gabaldon                    | –               |
| 90         | 15        | –                                      | Written in My Own Heart’s Blood      | 3. Jan. 2025         | –                                         | Joss Agnew       | Danielle Berrow                   | –               |
| 91         | 16        | Hunderttausend Engel                   | A Hundred Thousand Angels            | 17. Jan. 2025        | –                                         | Joss Agnew       | Matthew B. Roberts & Toni Graphia | –               |

## Zuschauerzahlen
| Staffel | Staffel   | Ep. 1 | Ep. 2 | Ep. 3 | Ep. 4 | Ep. 5 | Ep. 6 | Ep. 7 | Ep. 8 | Ep. 9 | Ep. 10 | Ep. 11 | Ep. 12 | Ep. 13 | Ep. 14 | Ep. 15 | Ep. 16 |
| ------- | --------- | ----- | ----- | ----- | ----- | ----- | ----- | ----- | ----- | ----- | ------ | ------ | ------ | ------ | ------ | ------ | ------ |
|         | Staffel 1 | 0,721 | 0,895 | 1,003 | 0,843 | 0,948 | 1,097 | 1,223 | 1,417 | 1,22  | 0,86   | 1,093  | 1,112  | 1,048  | 1,084  | 1,014  | 0,981  |
|         | Staffel 2 | 1,457 | 1,237 | 1,212 | 1,165 | 1,129 | 1,027 | 1,099 | 1,059 | 0,938 | 0,819  | 0,864  | 1,047  | 1,154  | N/A    | N/A    | N/A    |
|         | Staffel 3 | 1,493 | 1,401 | 1,553 | 1,588 | 1,597 | 1,716 | 1,52  | 1,639 | 1,492 | 1,234  | 1,402  | 1,509  | 1,427  | N/A    | N/A    | N/A    |
|         | Staffel 4 | 1,082 | 0,87  | 0,861 | 0,96  | 0,958 | 1,04  | 1,117 | 0,908 | 1,007 | 1,157  | 1,265  | 1,27   | 1,45   | N/A    | N/A    | N/A    |
|         | Staffel 5 | 0,815 | 0,787 | 0,772 | 0,762 | 0,733 | 0,823 | 0,812 | 0,784 | 0,837 | 0,85   | 0,866  | 0,855  | N/A    | N/A    | N/A    | N/A    |
|         | Staffel 6 | 0,641 | 0,559 | 0,575 | 0,475 | 0,486 | 0,534 | 0,469 | 0,441 | N/A   | N/A    | N/A    | N/A    | N/A    | N/A    | N/A    | N/A    |